# Río Walker
El río Walker es un río en el centro-oeste de Nevada en los Estados Unidos, que tiene aproximadamente 62 millas (99,8 km) de largo. Alimentado principalmente por el deshielo de la Sierra Nevada de California, el río drena una parte árida de la Gran Cuenca al sureste de Reno y desemboca en la cuenca endorreica del lago Walker. El río es una fuente importante de agua para riego en su curso a través de Nevada; las desviaciones de agua han reducido su flujo de tal manera que el nivel del lago Walker ha bajado 160 pies (48,8 m) entre 1882 y 2010. El río recibió su nombre del explorador Joseph Reddeford Walker, un hombre de montaña y explorador experimentado que es conocido por establecer un segmento del Camino de California .

## Curso
El río Walker se forma en el sur del condado de Lyon, a 9 millas (14 km) al sur de Yerington, por la confluencia de los ríos East Walker y West Walker . El río West Walker se origina en el lago Tower en el condado de Mono, California, a 9623 pies (2933,1 m) sobre el nivel del mar en el bosque nacional Stanislaus. Fluye hacia el norte a través de un cañón escarpado que proporciona la ruta para la ruta 395 de EE. UU.. Luego emerge hacia el valle Antelope, donde parte del agua se desvía hacia el embalse del lago Topaz, ingresa a Nevada en el condado de Douglas y gira hacia el noreste. Después fluye a través de Hoye Canyon hacia el condado de Lyon, luego a través de Smith Valley, pasando por Smith y finalmente a través de Wilson Canyon hacia Mason Valley, donde se une a East Walker. 
El río East Walker también comienza en el condado de Mono, California, en el valle de Bridgeport, alimentado por varios arroyos de la Sierra que se originan en el área salvaje Hoover, incluidos los arroyos Buckeye, Robinson, Green y Virginia. Después de formar el embalse de Bridgeport en la ciudad de Bridgeport, East Walker fluye hacia el noreste hacia Nevada en el condado de Lyon, recibe Rough Creek y fluye hacia el norte a lo largo del borde este del bosque nacional Toiyabe antes de su confluencia con West Walker.
Debajo de las bifurcaciones, el río Walker fluye inicialmente hacia el norte a través del valle de Mason, pasando por Yerington, hacia el centro del condado de Lyon. Gira bruscamente hacia el sureste alrededor del extremo norte de la  cordillera Wassuk, fluyendo a través de la reserva india Walker River donde está represado para crear el Weber Reservoir. Fluye más allá de Schurz, donde la mayor parte del agua restante se desvía para el riego. El río continúa estacionalmente hacia el sur para desembocar en el lago Walker, aproximadamente a 20 millas (32,2 km) al noroeste de Hawthorne.
El río Walker descargó naturalmente alrededor 461 pies cúbicos por segundo (13,1 m³/s) de agua en el lago Walker, aunque esto varía mucho entre años húmedos y secos. Las grandes desviaciones de irrigación han reducido el flujo promedio hacia el lago Walker a alrededor de 104 pies cúbicos por segundo (2,9 m³/s). Como resultado, el nivel del lago Walker ha bajado 160 pies (48,8 m) entre 1882 y 2010, con unos 20 pies (6,1 m) de la ocurrida entre 1996 y 2010. El lago ha perdido más de la mitad de su superficie original y el 80 por ciento de su volumen de agua.

## Cuenca
La cuenca de drenaje endorreica del río Walker cubre un área de 3082 millas cuadradas (7982,4 km²), que son aproximadamente el 80 por ciento del total de la cuenca del lago Walker de 3917 millas cuadradas (10 145 km²). El Servicio Geológico de EE. UU. divide la cuenca en 4 subcuencas:
- Andador del Oeste de 992 mi² (2569,3 km²)[3]
- Caminante del este de 1080 mi² (2797,2 km²)[3]
- Caminante Río de 1010 mi² (2615,9 km²)[3]
- Walker lago de 835 mi² (2162,7 km²)[3]

Las cabeceras del río Walker se originan a lo largo de una gran sección de Sierra Crest a elevaciones de 12 000 pies (3657,6 m) o más. El límite sur de la cuenca de drenaje del río Walker forma el límite norte del parque nacional Yosemite. Las montañas Sweetwater se encuentran entre los ríos West Walker y East Walker, y las montañas Pine Nut se encuentran al noroeste de West Walker. Las montañas del desierto inferiores forman el borde norte de la cuenca del río Walker. La cordillera Wassuk se encuentra entre la cuenca principal del río Walker y el lago Walker en el este; el río Walker hace un largo desvío alrededor del extremo norte de la cordillera para llegar al lago Walker.
El río irriga un total de 132 063 acres (53 444 ha), de las cuales un 38 por ciento está en California y un 62 por ciento en Nevada. De las áreas irrigadas, el 23 por ciento están en Bridgeport Valley (California), el 15 por ciento están en Antelope Valley (California), el 15 por ciento en Smith Valley (Nevada), el 44 por ciento en Mason Valley (Nevada), y el 2 por ciento en la reserva india de Walker River. El uso consuntivo anual entre 1939 y 1993 fue en un promedio de 318 000 000 m³, dejando solo 94 000 000 m³ para fluir hacia el lago Walker, principalmente en años húmedos como en 1997–98.

## Geología
La evidencia sedimentaria sugiere que el río Walker ha cambiado de curso en el pasado, fluyendo hacia el noroeste a través del valle de Adrián desde un punto cerca del actual Wabuska hacia el río Carson. Hubo algunas observaciones anecdóticas de este fenómeno a principios del siglo XX. Durante estos cambios de curso, el río Walker dejó de fluir hacia el lago Walker, lo que provocó que se secara. Los depósitos de sedimentos alrededor del lago Walker han ocurrido al menos dos veces en los 13 000 años anteriores, aunque esto también puede haber ocurrido a causa de una sequía severa.

## Historia
Los primeros humanos que habitaron la cuenca del río Walker pueden haber llegado hace 11.000 años. Antes de la llegada de los europeos, el río Walker era parte del territorio del pueblo paiute del norte.
El primer europeo en ver el río Walker fue probablemente el trampero de pieles de la Compañía de la Bahía de Hudson, Peter Skene Ogden, quien descubrió el río Humboldt en 1828 y regresó en 1829 para atrapar castores al sur del Humboldt Sink, aunque los registros al respecto son escasos.
En 1833, Joseph R. Walker dirigió un grupo enviado por el capitán Benjamin Bonneville para encontrar una ruta desde el Gran Lago Salado hasta California a través del río Humboldt, el Humboldt Sink, el Carson Sink y luego hacia Sierra Nevada por el río Carson o el río Walker hasta cerca de la cabecera del río Merced y de allí hasta el río San Joaquín. John C. Frémont nombró a Walker Lake en honor al trampero, y la Junta Geográfica de los Estados Unidos nombró al río en honor a Walker en su Quinto Informe.
Debido a una capa de nieve muy fuerte en el invierno de 1996/1997 y una primavera muy cálida, el West Fork del río Walker se inundó a niveles sin precedentes. Gran parte de la autopista 395 en el tramo de 30 millas donde comparte un cañón con el río fue completamente arrasada.

## Ecología
Que el castor norteamericano (Castor canadensis ) alguna vez fue nativo del río Walker se evidencia en un artículo de 1906 en el periódico Nevada State Journal por el escritor de periódicos sobre minería Fitz-James MacCarthy (también conocido como Fitz-Mac), quien afirmó que el Valle de Mason de los Walker River en Yerington era bien conocido por "los primeros tramperos y cazadores de pieles". . . Kit Carson lo sabía hasta la médula. . . Los castores, por supuesto, quedaron atrapados hace mucho tiempo, y hoy en día nunca se ve un alce. . ."  Desde entonces, el castor ha vuelto a colonizar la cuenca del río Walker.
El río Walker y el lago Walker albergaban anteriormente la trucha degollada de Lahontan (Oncorhynchus clarkii henshawi) o LCT; sin embargo, los aumentos en la salinidad debido a la disminución del nivel del agua han diezmado la pesquería. La última captura confirmada de LCT de Walker Lake fue en 2009. Todavía existe una población remanente de LCT en By-Day Creek, un afluente del río East Walker.
La zona ribereña de la parte baja del río Walker y su delta en el lago Walker proporcionan un hábitat importante para las aves migratorias.

## En la cultura popular

### En música
La popular canción Darcy Farrow, escrita en 1964, hace referencia al río Walker y a las características geográficas de la región asociada en Nevada:

"Where the Walker runs down to the Carson Valley Plain
There lived a maiden, Darcy Farrow was her name
The daughter of old Dundee and a fair one was she"
Lyrics from Darcy Farrow